# Isao Yukisada
Isao Yukisada (行定 勲 Yukisada Isao?,  3 de agosto, 1968) es un director de cine originario de la Prefectura de Kumamoto, Japón.

## Películas
- OPEN HOUSE (1997, Matsudake/Suplex)
- Himawari (ひまわり?) (2000, KSS Inc.)
- Tojiru Hi (閉じる日?) (2000, CINEROCKET)
- Zeitaku na Hone (贅沢な骨?) (2001, SLOW LEARNER)
- GO (2001)
- Engawa no Inu (えんがわの犬?) (2001, Amuse/Suplex)
- Rock'n Roll Missing (ロックンロールミシン?) (2002, GAGA COMMUNICATIONS)
- Tsuki ni Shizumu (月に沈む?) (2002, Office 8/Avex)
- Justice (2002, Amuse Pictures)
- Seventh Anniversary (2003, Suplex/Libero)
- Kyou no Dekigoto a day on the planet (2003, Comstock)
- Sekai no Chuushin de, Ai wo Sakebu (世界の中心で、愛をさけぶ?) (2004, Toho)
- Kita no Reinen (北の零年?) (2005, Toei)
- Haru no Yuki (春の雪?) (2005, Toho)
- Yubisaki kara Sekai wo (ユビサキから世界を?) (2006)
- Tooku no Sora ni Kieta (遠くの空に消えた?) (2007, GAGA COMMUNICATIONS/Rumble Fish)

## Series de televisión
- Perfect Family (완벽한 가족), KBS2, Corea del Sur, 2024.[1]